# استنلی پربل
استنلی پربل (انگلیسی: The Stanley Parable) یک بازی ویدئویی در سبک interactive fiction است که توسط استیم و در سال ۲۰۱۳ و در پلت‌فرم‌های مایکروسافت ویندوز و مک‌اواس، و سال ۲۰۱۵ برای سیستم‌عامل لینوکس منتشر شده‌است.